# Бірюков Роман Ростиславович
Рома́н Ростисла́вович Бірюко́в (1991—2014) — український військовик, учасник війни на сході України, солдат Збройних сил України.

## Життєпис
Народився 1991 року та проживав у Нововолинську. Навчався майбутній воїн у Нововолинській ЗОШ № 6, після закінчення школи навчався в Нововолинському ПТУ № 11.
У часі війни мобілізований, старший радіотелефоніст 51-ї окремої механізованої бригади.
Загинув 29 серпня 2014-го поблизу села Андріївка в Донецькій області внаслідок підриву машини бригади на міні.
Похований у селі Низкиничі Іваничівського району 4 вересня 2014 року.
Без Романа лишились батьки та брат.

## Нагороди та вшанування пам'яті
За особисту мужність і героїзм, виявлені у захисті державного суверенітету та територіальної цілісності України, вірність військовій присязі під час російсько-української війни
- нагороджений орденом «За мужність» III ступеня (4.6.2015, посмертно)
- 3 травня 2015 року на будівлі Нововолинського ПТУ-11, де навчався Роман Бірюков, встановлено меморіальні дошки на честь Романа Бірюкова та іншого героя війни — Павла Попова, який також навчався в цьому закладі освіти.[1]
- 9 квітня 2015 року в Нововолинську відбулось урочисте відкриття Стели Героям, на якій розміщені фотографії усіх жителів міста, які полягли під час Революції Гідності та війни на сході України: Сергія Байдовського, Сергія Бугайчука, Андрія Дрьоміна, Андрія Задорожнього, Ігора Кантора, Андрія Комаристого, Павла Попова, Володимира Пушкарука, Олександра Свинчука та Романа Бірюкова.[2]
- Його портрет розміщений на меморіалі «Стіна пам'яті полеглих за Україну» в Києві: секція 3, ряд 3, місце 27
- Вшановується 29 серпня на щоденному ранковому церемоніалі вшанування українських захисників, які загинули цього дня в різні роки внаслідок російської збройної агресії[3]
- Почесний громадянин Волині (посмертно)[4]